# Schizopera minuta
Schizopera minuta är en kräftdjursart som beskrevs av Noodt 1955. Schizopera minuta ingår i släktet Schizopera och familjen Diosaccidae. Inga underarter finns listade i Catalogue of Life.